# Черёмушки (Томская область)
Черёмушки — посёлок в Чаинском районе Томской области, Россия. Входит в состав Подгорнского сельского поселения. Население 94 чел. (2021) .

## География
Расположен в центральной части региона, на р. Чая (приток Оби).

## Климат
Находится на территории, приравненной к районам Крайнего Севера.

## История
Основан в 1930 году.
В 1966 года Указом Президиума ВС РСФСР поселок базы «Заготскот» переименован в Черёмушки.
Согласно Закону Томской области от 10 сентября 2004 года № 205-ОЗ посёлок вошёл в состав образованного муниципального образования Подгорнское сельское поселение.

## Население
| 1956 | 1995 | 1996 | 1997 | 1998 | 1999 | 2002 |
| ---- | ---- | ---- | ---- | ---- | ---- | ---- |
| 77   | ↗190 | ↘176 | ↗190 | ↘179 | ↗194 | ↗203 |
| 2010 | 2012 | 2013 | 2014 | 2015 | 2021 |      |
| ↘112 | ↘108 | ↘107 | ↘105 | ↗106 | ↘94  |      |

## Инфраструктура
Было развитое сельское хозяйство, действовала базы «Заготскот».

## Транспорт
Просёлочная дорога.